# Мічешть (Арджеш)
Мічешть, Мічешті (рум. Micești) — село у повіті Арджеш в Румунії. Входить до складу комуни Мічешть.
Село розташоване на відстані 114 км на північний захід від Бухареста, 11 км на північ від Пітешть, 108 км на північний схід від Крайови, 97 км на південний захід від Брашова.

## Населення
За даними перепису населення 2002 року у селі проживали 1587 осіб, з них 1583 особи (99,7%) румунів. Рідною мовою 1586 осіб (99,9%) назвали румунську.